# Górnik Zabrze w sezonie 1978/1979
Sezon 1978/1979 klubu Górnik Zabrze.

## Rozgrywki
- II liga: 1. miejsce (awans)
- Puchar Polski: 1/32 finału

## Wyniki
|    | Dzień                |   | Przeciwnik                     | Wynik | Rozgrywki                  | Strzelcy bramek                                                      |
| -- | -------------------- | - | ------------------------------ | ----- | -------------------------- | -------------------------------------------------------------------- |
| 1  | 30 lipca 1978        | W | Ursus Warszawa                 | 1:3   | II liga, kolejka 1         | Gzil 66                                                              |
| 2  | 2 sierpnia 1978      | D | GKS Tychy                      | 4:1   | II liga, kolejka 2         | Szwezig 33, H. Wieczorek 35, Bielenin 45 sam., Curyło 66             |
| 3  | 6 sierpnia 1978      | W | Wisłoka Dębica                 | 1:3   | II liga, kolejka 3         | Lazurowicz 53                                                        |
| 4  | 13 sierpnia 1978     | W | Ostrovia Ostrów Wielkopolski   | 1:0   | Puchar Polski, 1/64 finału | Curyło 32                                                            |
| 5  | 16 sierpnia 1978     | W | Star Starachowice              | 2:0   | II liga, kolejka 4         | H. Wieczorek 57, Gzil 88                                             |
| 6  | 20 sierpnia 1978     | D | Motor Lublin                   | 4:2   | II liga, kolejka 5         | Szymura 37, Lazurowicz 52 kar., Gzil 54, Marcinkowski 64             |
| 7  | 27 sierpnia 1978     | W | Radomiak Radom                 | 1:0   | II liga, kolejka 6         | Hutka 50                                                             |
| 8  | 3 września 1978      | W | Piast Nowa Ruda                | 1:3   | Puchar Polski, 1/32 finału | Gzil 85                                                              |
| 9  | 9 września 1978      | D | Stal Stalowa Wola              | 2:0   | II liga, kolejka 7         | H. Wieczorek 52, 81                                                  |
| 10 | 23 września 1978     | W | Avia Świdnik                   | 0:0   | II liga, kolejka 8         |                                                                      |
| 11 | 30 września 1978     | D | Resovia Rzeszów                | 2:0   | II liga, kolejka 9         | E. Socha 54, Gzil 62                                                 |
| 12 | 8 października 1978  | W | Cracovia                       | 4:1   | II liga, kolejka 10        | Z. Bindek 20, E. Socha 21, Pałasz 25, 78                             |
| 13 | 14 października 1978 | D | Polonia Warszawa               | 3:0   | II liga, kolejka 11        | E. Socha 14, Jarzina 29, Gorgoń 86 kar.                              |
| 14 | 29 października 1978 | W | Raków Częstochowa              | 3:0   | II liga, kolejka 12        | Lazurowicz 56, E. Socha 73, Szwezig 86                               |
| 15 | 4 listopada 1978     | D | Concordia Piotrków Trybunalski | 4:0   | II liga, kolejka 13        | Pałasz 15, 20, H. Wieczorek 56, Gorgoń 86 kar.                       |
| 16 | 12 listopada 1978    | W | Błękitni Kielce                | 1:0   | II liga, kolejka 14        | Pałasz 33                                                            |
| 17 | 18 listopada 1978    | D | Siarka Tarnobrzeg              | 5:1   | II liga, kolejka 15        | H. Wieczorek 16, Lazurowicz 17, Z. Bindek 23, Pałasz 43, E. Socha 78 |
| 18 | 17 marca 1979        | D | Ursus Warszawa                 | 2:1   | II liga, kolejka 16        | H. Wieczorek 6, Jarzina 18                                           |
| 19 | 25 marca 1979        | W | GKS Tychy                      | 4:0   | II liga, kolejka 17        | Pałasz 18, Gzil 43, Hutka 55, H. Wieczorek 73                        |
| 20 | 31 marca 1979        | D | Wisłoka Dębica                 | 2:1   | II liga, kolejka 18        | Gorgoń 21, 88 kar.                                                   |
| 21 | 7 kwietnia 1979      | D | Star Starachowice              | 3:2   | II liga, kolejka 19        | Gzil 21, 56, Szymura 24                                              |
| 22 | 14 kwietnia 1979     | W | Motor Lublin                   | 0:0   | II liga, kolejka 20        |                                                                      |
| 23 | 21 kwietnia 1979     | D | Radomiak Radom                 | 1:0   | II liga, kolejka 21        | Hutka 15                                                             |
| 24 | 28 kwietnia 1979     | W | Stal Stalowa Wola              | 0:1   | II liga, kolejka 22        |                                                                      |
| 25 | 5 maja 1979          | D | Avia Świdnik                   | 5:0   | II liga, kolejka 23        | Gzil 19, Jarzina 25 kar., E. Socha 39, 80, Pałasz 84                 |
| 26 | 9 maja 1979          | W | Resovia Rzeszów                | 0:2   | II liga, kolejka 24        |                                                                      |
| 27 | 12 maja 1979         | D | Cracovia                       | 3:1   | II liga, kolejka 25        | Curyło 67, Jarzina 76, Marcinkowski 79                               |
| 28 | 19 maja 1979         | W | Polonia Warszawa               | 0:0   | II liga, kolejka 26        |                                                                      |
| 29 | 27 maja 1979         | D | Raków Częstochowa              | 2:1   | II liga, kolejka 27        | Z. Bindek 61, E. Socha 90                                            |
| 30 | 3 czerwca 1979       | W | Concordia Piotrków Trybunalski | 1:3   | II liga, kolejka 28        | E. Socha 24                                                          |
| 31 | 9 czerwca 1979       | D | Błękitni Kielce                | 1:0   | II liga, kolejka 29        | Curyło 42                                                            |
| 32 | 13 czerwca 1979      | W | Siarka Tarnobrzeg              | 4:1   | II liga, kolejka 30        | Jarzina 37, Marcinkowski 70, Pałasz 75, 81                           |

- D – dom
- W – wyjazd